# Iglesia Episcopal de la Trinidad
La Iglesia Episcopal de la Trinidad está ubicada en 1519 Martin Luther King Boulevard en el Distrito Histórico de Woodbridge de Detroit, Míchigan. Fue designada Sitio Histórico del Estado de Míchigan en 1979 y fue incluida en el Registro Nacional de Lugares Históricos en 1980. Ahora se conoce como Spirit of Hope (Espíritu de esperanza). Fue diseñada por George D. Mason, que es a su vez el autor del Templo Masónico de Detroit.

## Historia
La parroquia episcopal reformada Epifanía fue fundada en 1878 como un lugar donde los anglicanos no comprometidos con el obispo episcopal de Míchigan podían congregarse. En 1880, la congregación construyó una pequeña iglesia de armazón, y en 1889 cambió su nombre a Trinity Episcopal.
James E. Scripps, propietario de The Detroit News, era miembro de la congregación Trinity. Scripps nació en Londres, y desarrolló una fascinación por las iglesias históricas inglesas. Encargó bocetos de iglesias en Inglaterra, y en 1893 aportó 55.000 dólares para construir el edificio actual.

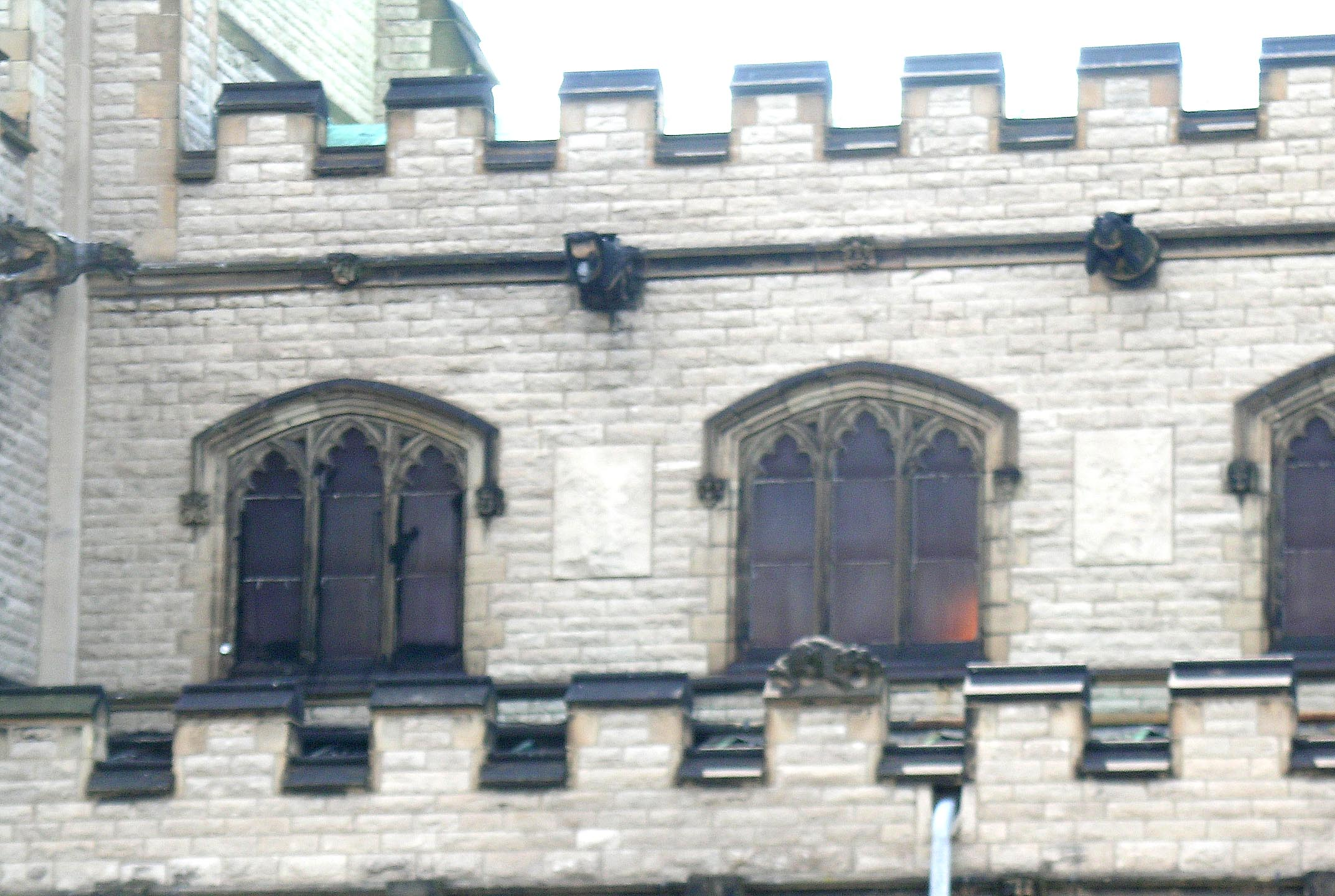
Detalle del exterior

En 1896, los miembros de Trinity votaron por unir su iglesia con la diócesis episcopal de Míchigan. En 1926 se construyó la casa parroquial, que incluye capilla, comedor, gimnasio, oficinas y aulas. A medida que el vecindario alrededor de Trinity cambió, la iglesia se acercó a nuevos constituyentes, incluida la comunidad irlandesa. Sin embargo, la disminución de la población del área circundante llevó a una disminución en la congregación.
En 2001, los Proyectos de Vivienda de Jeffries cercanos fueron demolidos; la Iglesia Luterana Faith Memorial, fundada en 1956 para servir a la comunidad, se encontró con una congregación drásticamente reducida. Las congregaciones de Faith Memorial Lutheran y Trinity Episcopal comenzaron a explorar el concepto de fusión, y en abril de 2006, las dos se unieron para convertirse en el Espíritu de Esperanza.

## Arquitectura
James E. Scripps encargó a George D. Mason de la firma de arquitectos Mason & Rice el diseño de esta iglesia de estilo neogótico inglés. El plano de la Trinity Episcopal Church se presenta en un patrón cruciforme. Las paredes son de piedra caliza de Trenton de dos pies de espesor y la raíz está revestida con cobre. Sus muros están coronados por almenas, que le dan un aire militar al conjunto. 
La piedra caliza marrón lisa utilizada como moldura compensa la piedra caliza blanca utilizada para la mayor parte de las paredes. La torre central de 26 m de altura, sostenida por arcos de piedra y contrafuertes, contiene diez campanas. El exterior tiene más de doscientas tallas, incluidas gárgolas que sirven como desagües.
Dentro del santuario, diez ángeles de piedra que sostienen las vigas de la nave miran hacia adentro; varias ventanas contienen vitrales, incluido un Tiffany, un LaFarge, y Franz Mayer & Co. de Alemania creó una sobre el altar. En el interior también se encuentra un órgano de 1.200 tubos fabricado por Jardine Company de Nueva York.